# Frederica de Baden
Frederica Guilhermina Doroteia de Baden (em alemão: Friederike Dorothea Wilhelmine von Baden; Karlsruhe, 12 de março de 1781 – Lausana, 25 de setembro de 1826) foi a esposa do rei Gustavo IV Adolfo e rainha consorte da Suécia de 1797 até 1809. Era filha de Carlos Luís, Príncipe Herdeiro de Baden, e sua esposa Amália de Hesse-Darmstadt.

## Biografia

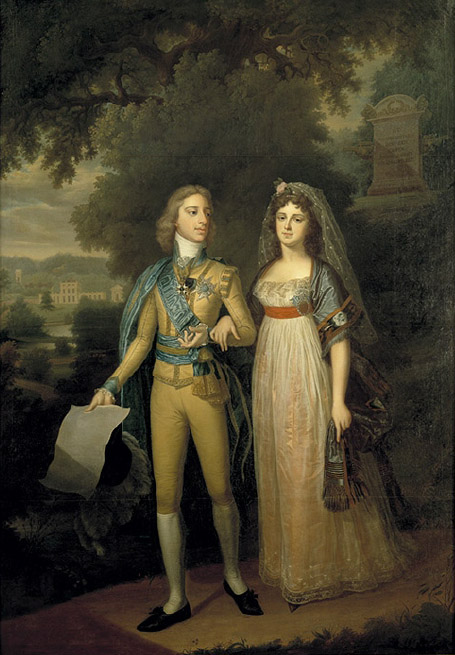
Frederica com o marido, o rei Gustavo IV Adolfo da Suécia.

Frederica nasceu em Karlsruhe. No dia 31 de Outubro de 1797, casou-se em Estocolmo com o rei Gustavo IV Adolfo da Suécia e tornou-se rainha. Foi o seu próprio marido a fazer os planos de casamento, uma vez que Frederica era irmã da Imperatriz russa, o que tornaria uma espécie de aliança com a Rússia possível, mesmo depois de ele se ter recusado a casar com a Grã-duquesa Alexandra Pavlovna, mas, acima de tudo, porque queria uma consorte bonita. Em 1795, Gustavo tinha já recusado um casamento com a Princesa Luísa Carlota de Mecklenburgo-Schwerin porque tinha ouvido rumores de que ela não era bonita.
Frederica tinha recebido uma educação básica da parte de uma governanta franco-suíça. Foi tratada com bondade pela sua sogra, a Princesa Sofia Madalena da Dinamarca, que ainda se lembrava como ela própria tinha sido mal tratada pela sua sogra. Era descrita como severa, tímida, hostil e bonita. Nos primeiros anos teve muita dificuldade para adaptar-se à etiqueta severa da corte e refugiava-se dela através de jogos infantis com as suas damas-de-companhia.
O casamento é frequentemente visto como tendo sido feliz, mas o rei interessava-se muito mais por sexo do que a rainha. Muitas vezes o rei chegava horas atrasado aos seus compromissos depois de "ter entrado nos aposentos da rainha" de manhã, tanto que os membros do parlamento tinham de interromper e pedir-lhe que "poupasse a saúde da rainha". Ela queixava-se da exaustão que estas actividades lhe causavam. Contudo, na presença de outras pessoas, o rei comportava-se muito formalmente com ela. Frederica chocava-se com a liberdade sexual da corte sueca e escrevia à família que "toda a gente tinha um amante" e também com os rumores sobre a possível bissexualidade da Duquesa Edviges de Holsácia-Gottorp; escreveu à sua mãe que se dizia que a Duquesa tinha amantes masculinos e femininos e que ela era provavelmente a única mulher na corte que não tinha três ou quatro amantes. O seu marido queria preservar a ignorância sexual da rainha. Quando uma trupe de teatro francesa apresentou uma peça frívola na Opera, o rei chegou mesmo a fechar oficialmente a Opera Real Sueca em 1806, alegando que o reino não conseguia aguentar os seus custos. Assim permaneceu até 1809.
Após o nascimento do seu filho em 1799, Frederica ficou mais confortável com a sua posição de rainha. Em 1800 foi coroada oficialmente em Norrköping e, em 1801, recebeu uma visita dos seus pais. Durante uma viagem à Finlândia em 1802, atravessou a fronteira russa para visitar as suas irmãs Isabel e Catarina Amália. Em 1803 e 1805 ela e o marido visitaram a Alemanha, passando pela terra natal dela o que melhorou muito o casamento. Entre 1806 e 1807, Frederica recebeu Maria de Baden, a sua irmã exilada, na Suécia. Tinha também muito talento para o clavicórdio e tocava-o muitas vezes para o marido. Na Suécia, a família real preferia o Palácio de Haga como residência oficial. 
Frederica interveio em questões políticas durante as Guerras Napoleónicas em 1807. A sua irmã, a Imperatriz Russa, enviou-lhe uma carta através da mãe das duas pedindo-lhe que aconselhasse o rei a negociar a paz com a França e que fazer outra coisa seria um erro. Frederica tentou, mas o rei viu isto como uma forma de o influenciar a seguir uma política mais amigável para Napoleão, o que causou um mal estar entre marido e mulher. 
Frederica e o marido foram depostos em 1809. Primeiro ela e os filhos foram mantidos em Haia. O casal foi depois separado quando se suspeitou que ela estaria a planear um golpe de estado. Durante a sua prisão domiciliária, Frederica recebeu mais respeito por parte dos seus súbditos do que no resto do seu reinado pelo comportamento digno que mostrou. Era muitas vezes visitada pela nova rainha, Edviges, que sentia compaixão por ela e tinha o desejo de preservar o trono para o seu filho Gustavo. Frederica disse-lhe que estava disposta a desistir do filho  e pediu para ser levada para junto do marido, o que foi concedido graças à intervenção de Hedwig. O casal voltou a ver-se depois da coroação do novo rei. 
Havia planos para um golpe militar liderado pelo General Vegesack para libertar Frederica e os filhos da prisão e pronunciá-la regente para o seu filho menor de idade. Estes planos foram-lhe apresentados, mas ela recusou: "A rainha mostrou nobreza nos seus sentimentos, o que a torna merecedora de uma coroa de honra e a coloca acima da realeza ridícula da terra. Ela não deu ouvidos às propostas secretas que lhe foram feitas por parte de alguém que desejava preservar os direitos de sucessão do príncipe-herdeiro e gostava que ela permanecesse na Suécia para se tornar regente durante a menor idade do seu filho... explicou com firmeza que o seu dever como esposa e mãe lhe dizia para partilhar o exílio com o marido e os filhos."
A família foi escoltada para fora do país em três carruagens; a primeira com os adultos, a segunda com o antigo príncipe-herdeiro e a terceira com as crianças mais pequenas.

## Exílio

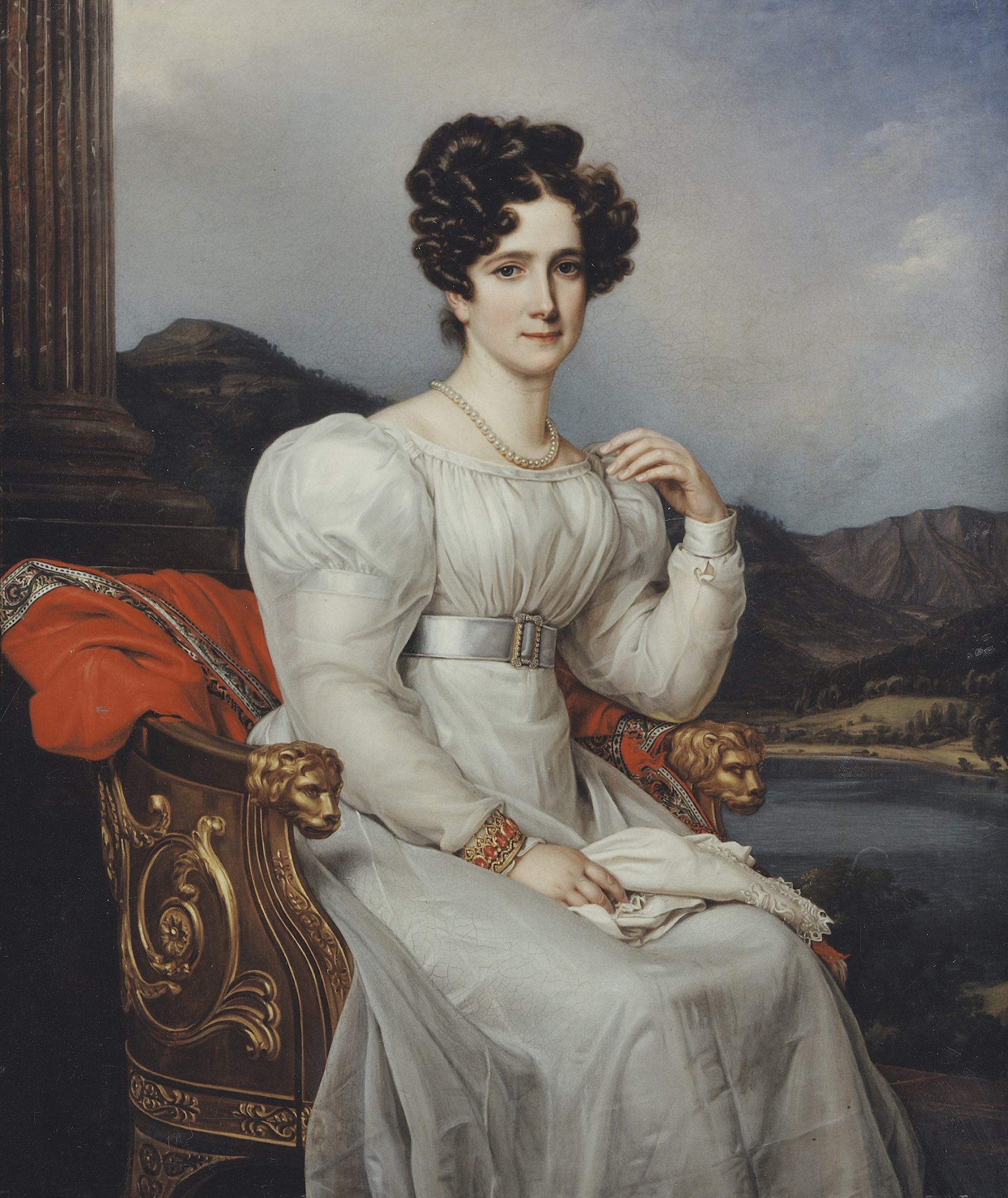
Frederica em pintura de Joseph Karl Stieler, em 1826.

A família passou a viver em Baden, mas o seu marido estava desassossegado e não queria ficar. Ela recusou mais relações sexuais com ele, uma vez que "não queria dar à luz em exílio." Também preferia uma vida mais luxuosa, ao estilo de uma rainha, enquanto o marido gostava mais de uma vida familiar simples. Separaram-se em 1810 e o processo de divórcio começou em 1811, sendo concluído no ano seguinte. Frederica continuou a sustentá-lo em segredo depois da separação. Após o divórcio o czar da Rússia passou a ser o tutor formal dos filhos.
Frederica manteve correspondência com a sua antiga sogra, Sofia Madalena e com a rainha Edviges a quem tinha entregue os seus investimentos económicos na Suécia. Segundo as suas damas-de-companhia, ela recusou propostas de casamento do seu cunhado Frederico Guilherme de Braunschweig-Oels e do rei Frederico Guilherme III da Prússia. Havia rumores de que se tinha casado secretamente com o tutor do filho, o franco-suíço J.N.G de Polier-Vernland. Viajou muito usando o nome falso de Condessa Itterburg. Morreu em Lausana devido a uma doença do coração. Foi enterrada em Schloss e Stiftskirche em Pforzheim, na Alemanha.

## Descendência
1. Príncipe Gustavo, depois de 1809 conhecido por Gustavo Gustafsson de Vasa (9 de Novembro de 1799–1877), casado com a Princesa Luísa Amélia de Baden
2. Princesa Sofia Guilhermina (21 de Maio de 1801–1865), casada com o Grão-duque Leopoldo I de Baden
3. Príncipe Carlos Gustavo, Grão-duque da Finlândia (Drottningholm, 2 de Dezembro de 1802 – Haia, 10 de Setembro de 1805)
4. Princesa Amália (Estocolmo, 22 de Fevereiro de 1805 – Viena, 31 de Agosto de 1853), morreu solteira
5. Princesa Cecília (22 de Junho de 1807–1844), casada com o grão-duque Augusto de Oldemburgo.

Gustavo foi oficial dos Hasburgos na Áustria, mas teve apenas uma filha, Carlota, que se casou com o rei Alberto I da Saxónia, mas morreu sem filhos.
Sofia Guilhermina casou-se com Leopoldo I de Baden e a sua neta, a Princesa Vitória de Baden, acabaria por se casar com o rei Gustavo V da Suécia, unindo assim a Casa de Bernadotte com as antigas dinastias suecas.